# Hrabstwo Clay (Tennessee)
Hrabstwo Clay (ang. Clay County) – hrabstwo w stanie Tennessee w Stanach Zjednoczonych. Obszar całkowity hrabstwa obejmuje powierzchnię 259,25 mil² (671,45 km²). Według szacunków United States Census Bureau w roku 2009 miało 7895 mieszkańców.
Hrabstwo powstało w 1870 roku. 

## Miasta

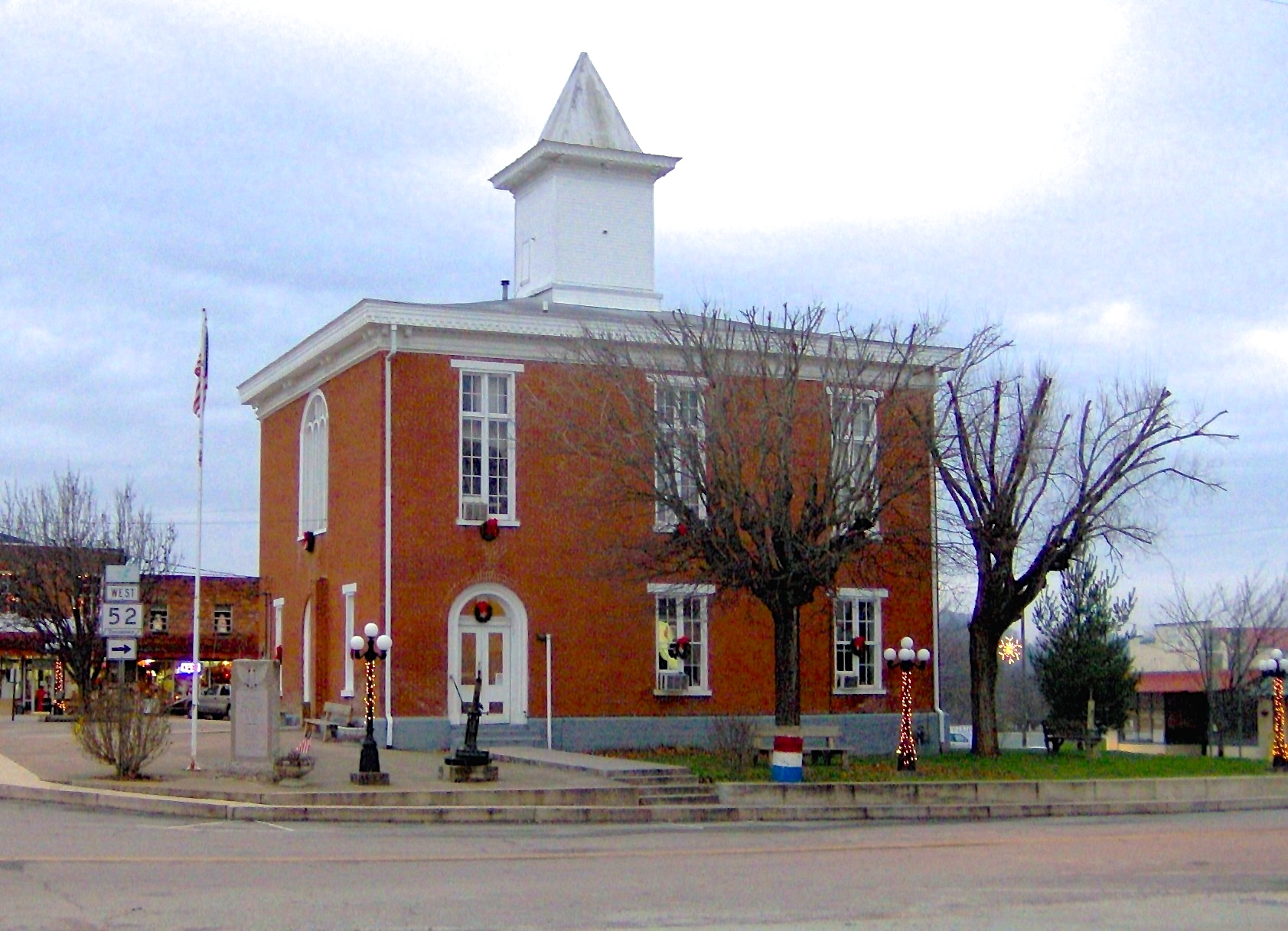
Budynek administracji hrabstwa (courthouse) w Celina

- Celina[4]